# لیک آرتر (لوئیزیانا)
لیک آرتر (به انگلیسی: Lake Arthur) شهری در ایالت لوئیزیانا کشور ایالات متحده آمریکا است که جمعیت آن در سرشماری سال ۲۰۱۰ میلادی، ۲٬۷۳۸ نفر بوده‌است.